# Hesingen
Hesingen is een buurtschap in de Duitse gemeente Halle bei Neuenhaus in het landkreis Grafschaft Bentheim, dat vlak over de Nederlandse grens ligt ten noorden van het Overijsselse Ootmarsum. 
De 89 meter hoge Poascheberg in de buurtschap is het hoogste punt van de Niedergrafschaft. Op de nabijgelegen 87 meter hoge Lönsberg staat een 35 meter hoge uitkijktoren van metaal welke gratis toegankelijk is.

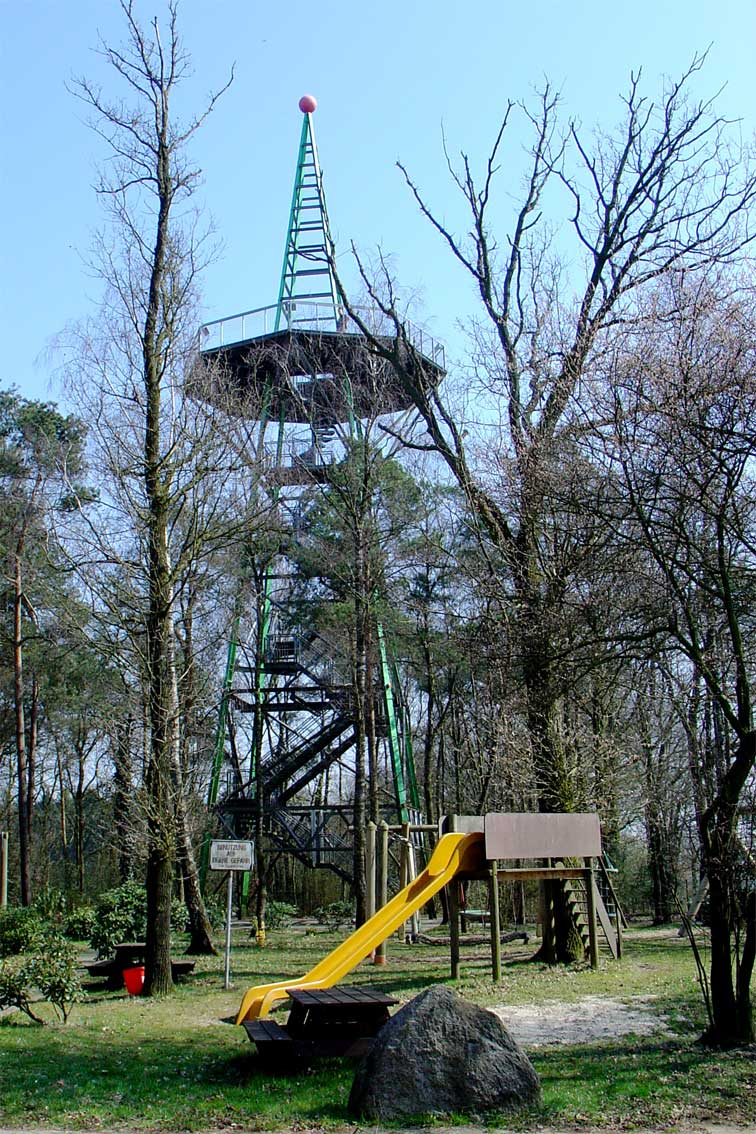
Uitzichttoren op de Lönsberg te Hesingen

Hesingen was vroeger een zelfstandige marke in het gericht Uelsen in de Graafschap Bentheim en werd toen aangeduid als Hoenhesinge.